# Samuel Di Carmine
Samuel Di Carmine (Firenze, 29 settembre 1988) è un calciatore italiano, attaccante del Livorno.

## Caratteristiche tecniche
Gioca prevalentemente come prima punta, ma può agire su tutto il fronte d'attacco; abile nei gol da opportunista, possiede una buona capacità realizzativa.

## Carriera

### Club

#### Fiorentina e Queens Park Rangers
Cresciuto nel settore giovanile della Fiorentina, il 25 ottobre 2006, a 18 anni, fa il suo esordio in Serie A nella partita Torino-Fiorentina (0-1), entrando in campo al 90' al posto di Reginaldo. L'11 febbraio 2007 è subentrato a Giampaolo Pazzini al 69' della gara casalinga contro l'Udinese (2-0).
L'8 novembre 2007 ha debuttato in Coppa UEFA durante Fiorentina-Elfsborg, entrando in campo all'82' di gioco e segnando sei minuti più tardi il gol del definitivo 6-1. Insieme al compagno Matthias Lepiller ha formato la coppia d'attacco viola del Campionato Primavera 2007-2008, conducendo i viola fino alla semifinale scudetto.
Il 1º luglio 2008 viene ceduto in prestito alla squadra inglese del QPR, compagine della Football League Championship. Il successivo 28 ottobre segna il suo primo gol con la compagine londinese, contro il Birmingham City.

#### Gallipoli e Frosinone
Il 19 agosto 2009 la Fiorentina lo cede con la formula del prestito al Gallipoli, neopromosso in Serie B. In Puglia colleziona 34 presenze e 2 gol, nella stagione che si conclude con la retrocessione della squadra giallorossa.
Il 2 agosto 2010 passa in compartecipazione al Frosinone. Inizia la stagione in gialloblù facendo il suo esordio con una rete in Coppa Italia il 15 agosto nel successo per 3-1 contro il Trapani.

#### Cittadella e Juve Stabia
Il 24 giugno 2011 Fiorentina e Frosinone inizialmente rinnovano la comproprietà del giocatore; tuttavia, sei giorni dopo il club viola risolve anticipatamente la compartecipazione a suo favore, per poi cederne la metà del cartellino al Cittadella.
In Veneto disputa l'intero campionato da titolare, totalizzando 38 presenze e 8 gol. La stagione successiva resta ancora in maglia granata. In estate, dopo che le due società non riescono a trovare un accordo, viene riscattato dal Cittadella alle buste; così gioca ancora da titolare, ma il rendimento scende.
Il 10 luglio 2013 viene ingaggiato dalla Juve Stabia. L'11 agosto seguente esordisce con la sua nuova squadra in Coppa Italia contro il Gubbio, trovando anche il gol nel 3-0 finale per i campani. Chiude la stagione con 6 gol in 29 presenze; rimane alle Vespe anche nella stagione 2014-15, giocata in Lega Pro dopo l'ultimo posto ottenuto in Serie B nella stagione precedente. Realizzerà quindi 14 reti, conducendo la squadra ai play-off, dove viene però eliminata ai rigori dal Bassano.

#### Perugia ed Entella
Il 3 luglio 2015 passa a titolo definitivo al Perugia, tra i cadetti. Dopo un semestre in Umbria in cui non riesce ad imporsi, nella sessione invernale di mercato passa in prestito ai pari categoria dell'Entella, ma anche a Chiavari fatica a incidere sottorete, chiudendo la stagione con 6 reti, equamente ripartite tra umbri e liguri.
Tornato al Perugia nell'estate del 2016, la sua seconda esperienza in maglia biancorossa è ben più fruttuosa. Divenuto presto un punto fermo dell'undici titolare di Cristian Bucchi, e nonostante una frattura al piede che lo tiene lontano dai campi per un mese e mezzo, Di Carmine realizza 13 gol nella regular season del campionato cadetto 2016-17 che valgono ai grifoni la qualificazione alla semifinale play-off, poi persa contro il Benevento.
Si conferma su alti livelli realizzativi anche nella stagione seguente, la più prolifica della carriera, chiusa con 22 reti in campionato che, di fatto, trascinano il Perugia ai play-off poi persi al turno preliminare contro il Venezia; sul piano individuale, il bottino sottorete gli permette di entrare nella storia del club umbro per quanto concerne la Serie B, divenendo il miglior marcatore dei grifoni sia in un singolo campionato sia in assoluto.

#### Verona
Il 25 luglio 2018 si accasa in prestito con obbligo di riscatto al Verona. Debutta in maglia gialloblù il successivo 5 agosto, nel secondo turno di Coppa Italia contro la Juve Stabia, subentrato a Giampaolo Pazzini e segnando il gol del 4-1 finale. Dopo un campionato con 8 reti segnate, tra cui la doppietta al Foggia all'ultima giornata che permette agli scaligeri una qualificazione in extremis ai play-off, qui si dimostra decisivo segnando altri 3 gol, di cui uno di tacco nel successo per 3-0 in finale contro il Cittadella che consente ai veneti di ribaltare la sconfitta dell'andata (2-0) e guadagnare la promozione in Serie A.
All'inizio della sua seconda stagione a Verona, il 15 settembre 2019 torna a giocare in massima serie dopo 12 anni, in occasione della sconfitta per 0-1 contro il Milan. Nel successivo autunno incappa in una temporanea battuta d'arresto, dopo essere entrato in rotta con il tecnico scaligero Ivan Jurić il quale, per questo, lo esclude da alcune convocazioni per «questione di principio». Reintegrato nelle settimane seguenti, trova la sua prima rete in Serie A il 24 novembre, nel successo casalingo per 1-0 contro la Fiorentina; due settimane dopo segna la sua prima doppietta in A, nella sconfitta esterna per 3-2 contro l'Atalanta. Torna a segnare il 20 giugno, in occasione della ripresa del campionato dopo la sospensione imposta tre mesi prima dalla pandemia di COVID-19, realizzando una doppietta nel 2-1 contro il Cagliari.

#### Crotone, Cremonese e secondo ritorno al Perugia
Dopo due stagioni e mezza in Veneto, il 28 gennaio 2021 viene ceduto in prestito al Crotone, sempre in massima serie. Nel semestre in Calabria, tuttavia, non riesce mai a trovare la rete.
Tornato fugacemente a Verona nell'estate seguente, dove ha modo di giocare in maglia scaligera nel primo turno di Coppa Italia e nella sconfitta casalinga col Sassuolo (2-3) valevole per la prima giornata di Serie A, il 24 agosto 2021 scende di categoria venendo acquistato a titolo definitivo dalla Cremonese. Il successivo 2 ottobre segna il suo primo gol con i grigiorossi, nella partita vinta (2-0) contro la Ternana. Il 6 maggio 2022 risulta decisivo, con la doppietta segnata al Como (1-2) all'ultima giornata, per il ritorno della squadra lombarda in Serie A dopo 26 anni.
Inizia la stagione 2022-2023 a Cremona, avendo tempo di totalizzare altre due apparizioni nel massimo campionato, prima di tornare per la terza volta in carriera al Perugia, in Serie B. Il 1º ottobre ritrova il gol in maglia biancorossa, che però non evita alla sua squadra la sconfitta casalinga contro il Pisa (1-3).

#### Catania, Trento e Livorno
Il 20 agosto 2023 si accasa da svincolato al Catania, in Serie C. Trova i suoi primi gol in maglia rossazzurra il successivo 17 settembre, con una doppietta in campionato all'AZ Picerno. L'anno successivo, a fine agosto 2024 passa al Trento, sempre in terza serie.
Il 19 agosto 2025 si accasa al Livorno, neopromosso in C.

### Nazionale
Conta in tutto sette convocazioni nelle nazionali giovanili, per un totale di tre presenze tra Under-18 e Under-19, l'ultima delle quali risalente al marzo 2006. Ha poi disputato due gare in Under-21.

## Statistiche

### Presenze e reti nei club
Statistiche aggiornate al 4 maggio 2025.
| Stagione           | Squadra            | Campionato         | Campionato | Campionato | Coppe nazionali | Coppe nazionali | Coppe nazionali | Coppe continentali | Coppe continentali | Coppe continentali | Altre coppe | Altre coppe | Altre coppe | Totale | Totale |
| Stagione           | Squadra            | Comp               | Pres       | Reti       | Comp            | Pres            | Reti            | Comp               | Pres               | Reti               | Comp        | Pres        | Reti        | Pres   | Reti   |
| ------------------ | ------------------ | ------------------ | ---------- | ---------- | --------------- | --------------- | --------------- | ------------------ | ------------------ | ------------------ | ----------- | ----------- | ----------- | ------ | ------ |
| 2006-2007          | Fiorentina         | A                  | 2          | 0          | CI              | -               | -               | -                  | -                  | -                  | -           | -           | -           | 2      | 0      |
| 2007-2008          | Fiorentina         | A                  | -          | -          | CI              | 0               | 0               | CU                 | 1                  | 1                  | -           | -           | -           | 1      | 1      |
| Totale Fiorentina  | Totale Fiorentina  | Totale Fiorentina  | 2          | 0          |                 | 0               | 0               |                    | 1                  | 1                  |             | -           | -           | 3      | 1      |
| 2008-2009          | QPR                | FLC                | 27         | 2          | FACup+CdL       | 2+4             | 1+0             | -                  | -                  | -                  | -           | -           | -           | 33     | 3      |
| 2009-2010          | Gallipoli          | B                  | 34         | 2          | CI              | -               | -               | -                  | -                  | -                  | -           | -           | -           | 34     | 2      |
| 2010-2011          | Frosinone          | B                  | 12         | 0          | CI              | 2               | 1               | -                  | -                  | -                  | -           | -           | -           | 14     | 1      |
| 2011-2012          | Cittadella         | B                  | 38         | 8          | CI              | 2               | 1               | -                  | -                  | -                  | -           | -           | -           | 40     | 9      |
| 2012-2013          | Cittadella         | B                  | 37         | 6          | CI              | 2               | 1               | -                  | -                  | -                  | -           | -           | -           | 39     | 7      |
| Totale Cittadella  | Totale Cittadella  | Totale Cittadella  | 75         | 14         |                 | 4               | 2               |                    | -                  | -                  |             | -           | -           | 79     | 16     |
| 2013-2014          | Juve Stabia        | B                  | 29         | 6          | CI              | 2               | 1               | -                  | -                  | -                  | -           | -           | -           | 31     | 7      |
| 2014-2015          | Juve Stabia        | LP                 | 35+1       | 14+0       | CI+CI-LP        | 0               | 0               | -                  | -                  | -                  | -           | -           | -           | 36     | 14     |
| Totale Juve Stabia | Totale Juve Stabia | Totale Juve Stabia | 64+1       | 20         |                 | 2               | 1               |                    | -                  | -                  |             | -           | -           | 67     | 21     |
| 2015-gen. 2016     | Perugia            | B                  | 20         | 3          | CI              | 2               | 0               | -                  | -                  | -                  | -           | -           | -           | 22     | 3      |
| gen.-giu. 2016     | Virtus Entella     | B                  | 17         | 3          | CI              | -               | -               | -                  | -                  | -                  | -           | -           | -           | 17     | 3      |
| 2016-2017          | Perugia            | B                  | 30+2       | 13+0       | CI              | 2               | 0               | -                  | -                  | -                  | -           | -           | -           | 34     | 13     |
| 2017-2018          | Perugia            | B                  | 40+1       | 22+0       | CI              | 0               | 0               | -                  | -                  | -                  | -           | -           | -           | 41     | 22     |
| 2018-2019          | Verona             | B                  | 22+5       | 8+3        | CI              | 2               | 1               | -                  | -                  | -                  | -           | -           | -           | 29     | 12     |
| 2019-2020          | Verona             | A                  | 22         | 8          | CI              | -               | -               | -                  | -                  | -                  | -           | -           | -           | 22     | 8      |
| 2020-gen. 2021     | Verona             | A                  | 11         | 0          | CI              | 1               | 0               | -                  | -                  | -                  | -           | -           | -           | 12     | 0      |
| gen.-giu. 2021     | Crotone            | A                  | 11         | 0          | CI              | -               | -               | -                  | -                  | -                  | -           | -           | -           | 11     | 0      |
| lug.-ago. 2021     | Verona             | A                  | 1          | 0          | CI              | 1               | 0               | -                  | -                  | -                  | -           | -           | -           | 2      | 0      |
| Totale Verona      | Totale Verona      | Totale Verona      | 56+5       | 16+3       |                 | 4               | 1               |                    | -                  | -                  |             | -           | -           | 65     | 20     |
| 2021-2022          | Cremonese          | B                  | 31         | 5          | CI              | -               | -               | -                  | -                  | -                  | -           | -           | -           | 31     | 5      |
| lug.-ago. 2022     | Cremonese          | A                  | 2          | 0          | CI              | 0               | 0               | -                  | -                  | -                  | -           | -           | -           | 2      | 0      |
| Totale Cremonese   | Totale Cremonese   | Totale Cremonese   | 33         | 5          |                 | 0               | 0               |                    | -                  | -                  |             | -           | -           | 33     | 5      |
| set. 2022-2023     | Perugia            | B                  | 29         | 4          | CI              | -               | -               | -                  | -                  | -                  | -           | -           | -           | 29     | 4      |
| Totale Perugia     | Totale Perugia     | Totale Perugia     | 119+3      | 42         |                 | 4               | 0               |                    | -                  | -                  |             | -           | -           | 126    | 42     |
| 2023-2024          | Catania            | C                  | 26+4       | 8+0        | CI-C            | 6               | 2               | -                  | -                  | -                  | -           | -           | -           | 36     | 10     |
| set. 2024-2025     | Trento             | C                  | 33+1       | 14+0       | CI-C            | -               | -               | -                  | -                  | -                  | -           | -           | -           | 34     | 14     |
| 2025-2026          | Livorno            | C                  | 0          | 0          | CI-C            | 0               | 0               | -                  | -                  | -                  | -           | -           | -           | 0      | 0      |
| Totale carriera    | Totale carriera    | Totale carriera    | 509+14     | 126+3      |                 | 28              | 8               |                    | 1                  | 1                  |             | -           | -           | 552    | 138    |

## Palmares

### Club
- Coppa Italia Serie C: 1

Catania: 2023-2024